# 魔の山 (手塚治虫の漫画)
『魔の山』（まのやま）は、手塚治虫による短編漫画。登山（アルパイン・クライミング）、山岳救助を題材とし、ドキュメンタリー的に描写している。

## 概要
手塚治虫漫画全集では『ボンバ!』に収録されている。全集の後書きによると、手塚には登山経験はなく、山男の体験談を聞くだけで本作を執筆している。主人公と憎たらしいライバルとの友情を描く。
手塚治虫の作品には珍しい登山漫画であり、人情話でもある。手塚治虫OFFICIAL Webサイトの解説には「のちの『ブラック・ジャック』にも通じる」という文が掲載されており、コージィ城倉は「本作をヒントにブラック・ジャックを描いたのではないか」という仮説を立てて、城倉自身の漫画作品『チェイサー』で本作を取り上げたエピソードを描いている。
本作は、『週刊少年サンデー』（小学館）1972年8月6日号に掲載されたのだが、本作を担当した編集者はコージィ城倉が新人の頃に世話になった人物であるというつながりもある。

## 登場人物
間ケン
かつては荒れた生活をしていたが、アルパイン・クライミングに目覚めてからは、仕事（運送業）も「登山のための費用稼ぎ」として真面目に働くようになった。
佐佐木小次郎
スター・システムとして佐々木小次郎がキャスティングされている。ベテランクライマー。ケンを小僧っ子扱いする。

## あらすじ
間ケンは荒れた生活を送っていて顔に傷跡も残っていたが、登山に打ち込むことで更生していた。この週末も単独行で山を登り、帰宅しようと山岳会事務所に立ち寄ったところ、多羅魔岳の難所「牛の舌」に3人の遭難者がいるという話を聞く。月曜からは自身の仕事もあるため、遭難者家族からの頼みもいったんは断るが、遭難者家族がケンの勤め先を説得するということで、結局は引き受けてしまう。
ベテランクライマーの佐佐木小次郎がザイルパートナーとなり、2人は「牛の舌」を救助のために登って行く。落石などに遇いながらも、2人は遭難者がいるというテラスに到着するが、既に遭難者たちは全員が死亡していた（テラスに落下した際に身体がバラバラになっていた者もいた）。遭難者は軽装であり、難所である「牛の舌」を登るような装備をしていたようには思えなかった。天候が悪化する中、2人は遺体を持って帰路に付く。
戻った2人を待っていたのは、遭難者たちが死んだのは2人のせいだと言わんばかりの遭難者家族からの叱責であった。しかも遭難者家族はケンの勤め先に何の連絡もしておらず、ケンは無断欠勤をしたとして、勤め先を免職になった。
そんなケンの部屋を佐佐木が訪れ、仕事を紹介してくれると言う。
ケンは山で得た「友」というものに感謝をするのだった。

## 収録書籍
- ボンバ! - 手塚治虫漫画全集
- ボンバ! - 手塚治虫文庫全集
- 手塚治虫からの伝言 友情 - 童心社、2018年、ISBN 978-4-494-01840-6
「雨降り小僧」、「ぬし」、「魔の山」、「荒野の七ひき」、「夜よさよなら」、「友よいずこ」（『ブラック・ジャック』より）
- 手塚治虫の山 - 山と溪谷社、2020年、ISBN 978-4-635-04882-8
｢魔の山」、「山楝蛇」、「山の彼方の空紅く」、「モモンガのムサ」、「モンモン山が泣いてるよ｣、｢ブラック・ジャック -昭和新山-」、｢雪野郎｣、｢落盤｣、｢山太郎かえる｣、｢火の山｣